# Hamza al-Ghamdi
Hamza al-Ghamdi (arab. ‏حمزة الغامدي‎, transliteracja: Alghamdi; ur. 18 listopada 1980 w prowincji Al-Baha, zm. 11 września 2001 w Nowym Jorku) – saudyjski terrorysta, zamachowiec samobójca, jeden z pięciu porywaczy samolotu linii United Airlines (lot 175), który jako drugi rozbił się o jedną z wież World Trade Center (wieżę południową), w czasie zamachów z 11 września 2001 roku.